# Marston Green
Marston Green est un village situé dans la paroisse civile de Bickenhill et Marston Green, dans le district métropolitain de Solihull, dans les West Midlands. Il se trouve dans le comté historique du Warwickshire. La paroisse qui comprend le village compte 7 432 habitants lors du recensement de 2021.

## Histoire
Marston Green est à l'origine un petit village entouré de terres agricoles dans le domaine de Coleshill. Il fait partie du manoir connu sous le nom de Merstone. Le village se développe pour devenir une banlieue verdoyante à la fin du XIXe et au début du XXe siècle, grâce à la construction de nombreuses maisons individuelles et jumelées dans les années 1930, typiques de nombreuses maisons de banlieue dans la région.
Pendant la Seconde Guerre mondiale, Marston Green abrite une base aérienne canadienne. Par la suite, les bâtiments sont utilisés comme maternité, puis comme hôpital psychiatrique, avant d'être démolis dans les années 1990.
Le village fait partie du district rural de Meriden jusqu'à ce qu'il soit rattaché à Solihull, et donc au nouveau comté des West Midlands, en 1974.